# Tommaso Bandini
Tommaso Bandini (Felino, 1807 – Parma, 5 maggio 1849) è stato uno scultore italiano.

## Biografia
Dopo i primi studi presso l'Accademia di Belle Arti di Parma fu inviato a pubbliche spese ad essere allievo a Firenze di Lorenzo Bartolini, ormai già celebre scultore: qui produsse alcuni saggi dei suoi studi, fra cui un vaghissimo putto. Tornato a Parma, dove l'unico scultore di fama era Giuseppe Carra (1766-1841), autore delle quattro statue dei fiumi che ornano il ponte sul Taro, inviò alla Pubblica esposizione di belle arti ed industria di Milano del 1837 un busto rappresentante il suo maestro Bartolini; nel 1838, alla medesima esposizione, inviò un busto di Paolo Toschi sempre del 1837. I due busti erano stati commissionati allo scultore, attraverso l'interessamento dello scrittore Pietro Giordani, dalla marchesa Rosina Trivulzio, moglie di Giuseppe Poldi-Pezzoli: alla morte del marito la marchesa aveva commissionato al Bertolini la celebre statua La fiducia in Dio (1833) e al Toschi l'intaglio in rame della medesima opera marmorea. I due busti realizzati dal Bandini raffiguravano quindi i due maestri de La fiducia in Dio e passarono successivamente al Museo Poldi Pezzoli. Venne nominato professore dell'Accademia di Parma e diede un notevole impulso alla scuola di scultura locale, cui fece superare le ormai obsolete formule neoclassiche per approdare ad un'espressività più naturalistica. Qui fu maestro di Francesco Guastalla, Antonio Ilarioli e Agostino Ferrarini.
Tra le sue opere, le due allegorie a bassorilievo della Fama poste sulla facciata del Teatro Regio; il gruppo della Pietà commissionato dalla duchessa Maria Luigia nel 1845 (posto in Santa Maria della Steccata il 14 maggio 1851, già morto il Bandini da due anni). Di questo gruppo il Bandini ebbe la possibilità di terminare solo la figura del Cristo, ossia la parte migliore dell'opera; la figura dell'Addolorata fu compiuta dal parmigiano Francesco Guastalla. Il monumento, inizialmente posto nel nicchione di mezzogiorno, fu spostato nel 1905 presso l'ingresso per fare riscontro al monumento di Neipperg e venne destinato alla Steccata per volontà del duca Carlo III di Parma e vi rimase per dono ai parmigiani dell'arciduca Leopoldo d'Austria.
Bandini realizzò negli ultimi anni di vita la statua per la tomba della celebre cantante Giuditta Grisi che rappresenta L'Armonia e numerosi monumenti funerari (tra cui quello del cardinal Caselli e quello di Vitale Loschi, nel duomo di Parma). Da ricordare anche il monumento funebre in memoria del piccolo Antonio Morenghi, ora in un vano dello scalone di palazzo Borri a Parma.
Il cugino Enrico, noto pittore, ne realizzò un bel ritratto esposto nella Pinacoteca Stuard.